# Сан-Каетано (муниципалитет)
Муниципалитет Сан-Каетано  (исп. Partido de San Cayetano) — муниципалитет в Аргентине в составе провинции Буэнос-Айрес.
Территория — 3004 км². Население — 8399 человек. Плотность населения — 2,80 чел./км².
Административный центр — Сан-Каетано.

## География
Муниципалитет расположен на юге провинции Буэнос-Айрес. По территории муниципалитета протекает река Кекен-Гранде.
Муниципалитет граничит:
- на северо-западе — c муниципалитетом Адольфо-Гонсалес-Чавес
- на востоке — с муниципалитетом Некочеа
- на юге — с Атлантическим океаном
- на западе — с муниципалитетом Трес-Арройос

## Важнейшие населенные пункты[2]
| № | Населённый пункт        | Населённый пункт (исп.) | Категория | Население чел. (2010) | На карте                        |
| - | ----------------------- | ----------------------- | --------- | --------------------- | ------------------------------- |
| 1 | Сан-Каетано             | San Cayetano            | город     | 7354                  | 38°20′47″ ю. ш. 59°36′42″ з. д. |
| 2 | Очандио                 | Ochandío                | поселок   | 51                    | 38°21′36″ ю. ш. 59°47′34″ з. д. |
| 3 | Бальнеарио-Сан-Кайэтано | Balneario San Cayetano  | поселок   | 46                    | 38°44′52″ ю. ш. 59°25′51″ з. д. |